# Cobe Williams
Cobe Williams (Duncanville, 13 juli 2000) is een Amerikaans basketballer.

## Carrière
Williams speelde van 2019 tot 2023 collegebasketbal voor de Louisiana Tech Bulldogs. Hij speelde hierna nog een seizoen voor de Tulsa Golden Hurricane. In de NBA draft van 2024 werd hij niet gekozen en hij tekende zijn eerste profcontract bij de Belgische eersteklasser Spirou Charleroi. Hij verliet de club in december 2024 voor persoonlijke redenen.